# چیزی از دنیای دیگر
چیزی از دنیای دیگر (انگلیسی: The Thing from Another World) فیلمی در ژانر ترسناک و علمی–تخیلی به کارگردانی هاوارد هاکس است که در سال ۱۹۵۱ منتشر شد.

## داستان
دانشمندان ساکن در یک مرکز تحقیقاتی قطب شمال سفینه‌ای فضایی را که زیر یخها مدفون شده کشف می‌کنند. پس از بررسی سفینه آنها خلبان را در حالت منجمد پیدا می‌کنند. اما وقتی آنها خلبان را با خود به مرکز می‌برند همه چیز به طرز وحشتناکی به هم می‌ریزد.

## بازیگران
- مارگارت شریدن در نقش نیکی نیکلسون
- کنت توبی در نقش کاپیتان پاتریک هندری
- داگلاس اسپنسر در نقش اسکاتی (ند اسکات)
- جیمز یانگ در نقش ستوان ادی دایکس
- بوفالو اسپرینگفیلد
- رابرت نیکولز در نقش ستوان کن مک فرسون
- ادوارد فرانز در نقش دکتر استرن
- اورت گلس در نقش دکتر ویلسون
- پل فریز در نقش دکتر وورهیز
- دیویی مارتین در نقش رئیس خدمه (باب)
- جرج فنمن